# من ریحان دارم تو حیاط داری
من ریحان دارم تو حیاط داری (به هندی: Main Tulsi Tere Aangan Ki) فیلمی محصول سال ۱۹۷۸ و به کارگردانی راج کوسلا است. در این فیلم بازیگرانی همچون نوتان، وینود کانا، آشا پارک، ویجی آناند ایفای نقش کرده‌اند.